# Rugi, Caraș-Severin
Rugi este un sat în comuna Păltiniș din județul Caraș-Severin, Banat, România.

## Legături externe

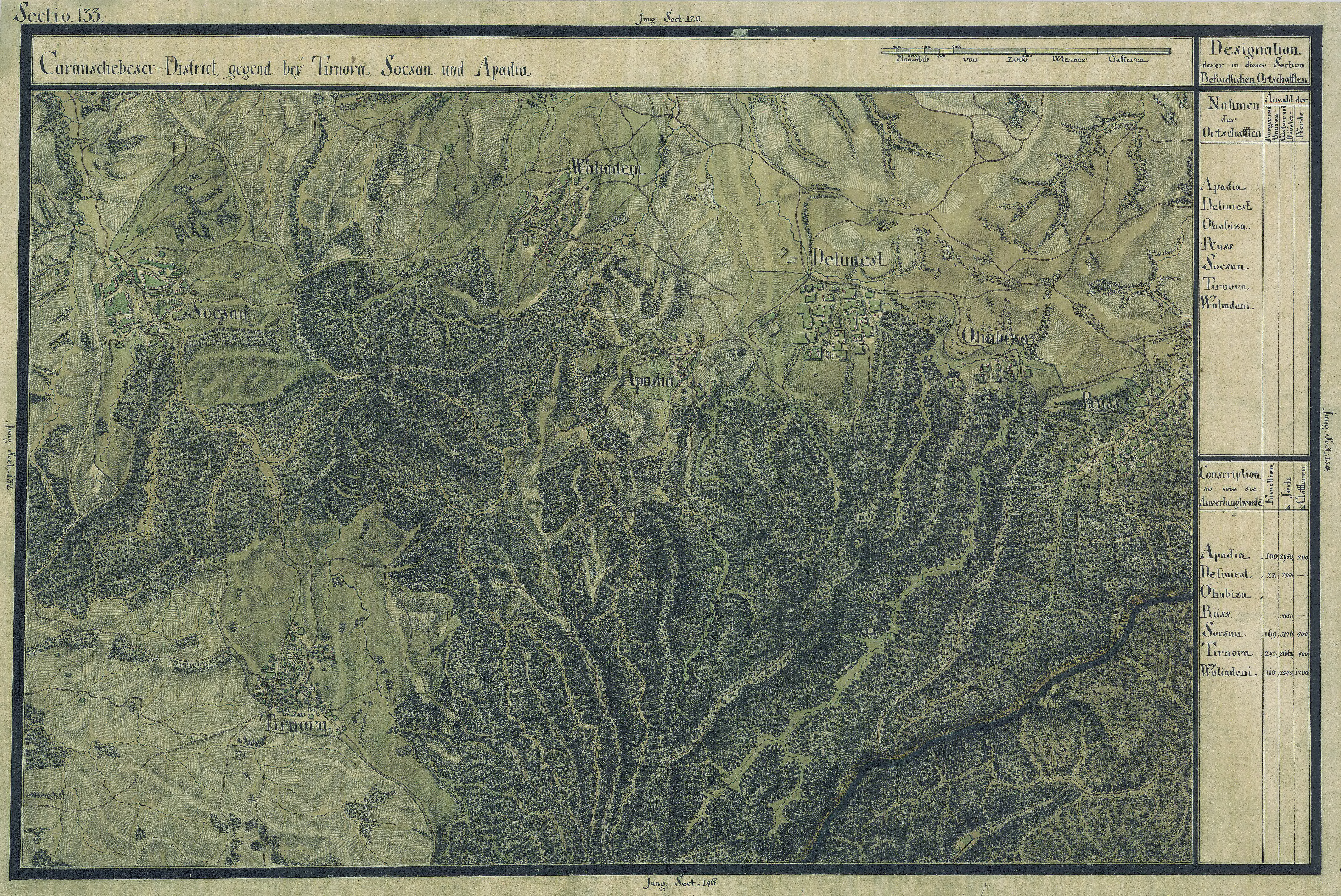
Rugi în Harta Iosefină a Banatului, 1769-72